# Jean-Baptiste Colbert, markýz de Torcy
Jean-Baptiste Colbert, markýz de Torcy (Jean-Baptiste Colbert, marquis de Torcy et de Croissy, marquies de Sablé, comte de La Barre-en-Bierné) (14. září 1665, Paříž, Francie – 2. září 1746, Paříž, Francie) byl francouzský státník a diplomat, synovec Jeana-Baptista Colberta. Od mládí působil jako diplomat a v letech 1696–1715 byl ministrem zahraničí, kromě toho zastával řadu dalších čestných funkcí u dvora. Vynikl jako účastník diplomatických jednání během války o španělské dědictví, po smrti Ludvíka XIV. byl odvolán (1715) a od té doby žil v soukromí. Byl členem Francouzské akademie věd a nositelem nejvyšších francouzských vyznamenání (Řád sv. Ducha). Jeho pařížský palác dnes slouží jako oficiální rezidence německých velvyslanců ve Francii.

## Mládí

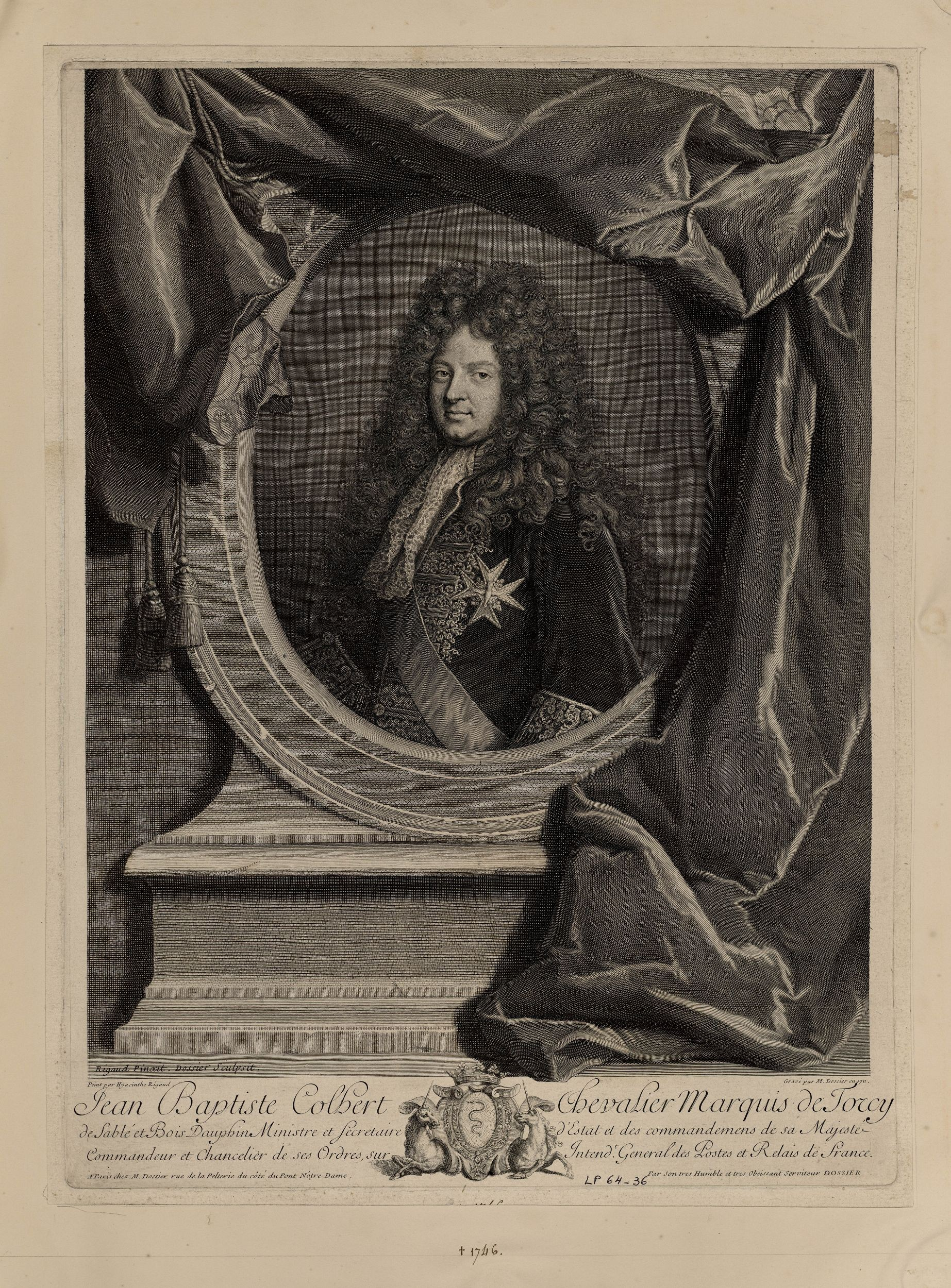
Rytina z 18. století podle Rigaudova obrazu, Muzeum Versailles

Pocházel z obchodnické a později šlechtické rodiny Colbertů, která během 17. století dosáhla značného vlivu ve státních službách, byl synovcem prvního ministra Jeana-Baptista Colberta, který byl jeho kmotrem. Narodil se v Paříži jako nejstarší syn pozdějšího ministra zahraničí Charlese Colberta (1629–1696) a jeho manželky, bohaté dědičky Françoise Bérault. Od dětství vynikal ve studiích a již v roce 1683 předčasně absolvoval vysokoškolská studia práv. Poté se zúčastnil spolu s otcem řady diplomatických jednání a již v roce 1689 dostal potvrzení od Ludvíka XIV., že po otcově smrti převezme jeho úřad. Francouzským ministrem zahraničí byl v letech 1696–1715, zároveň zastával čestné funkce pokladníka královských řádů (1696–1701) a kancléře královských řádů (Chancelier des Ordres du Roi, 1701–1715), od roku 1700 byl též generálním intendantem pošt. Byl též rytířem Řádu sv. Ducha a Řádu sv. Michala.

## Válka o španělské dědictví

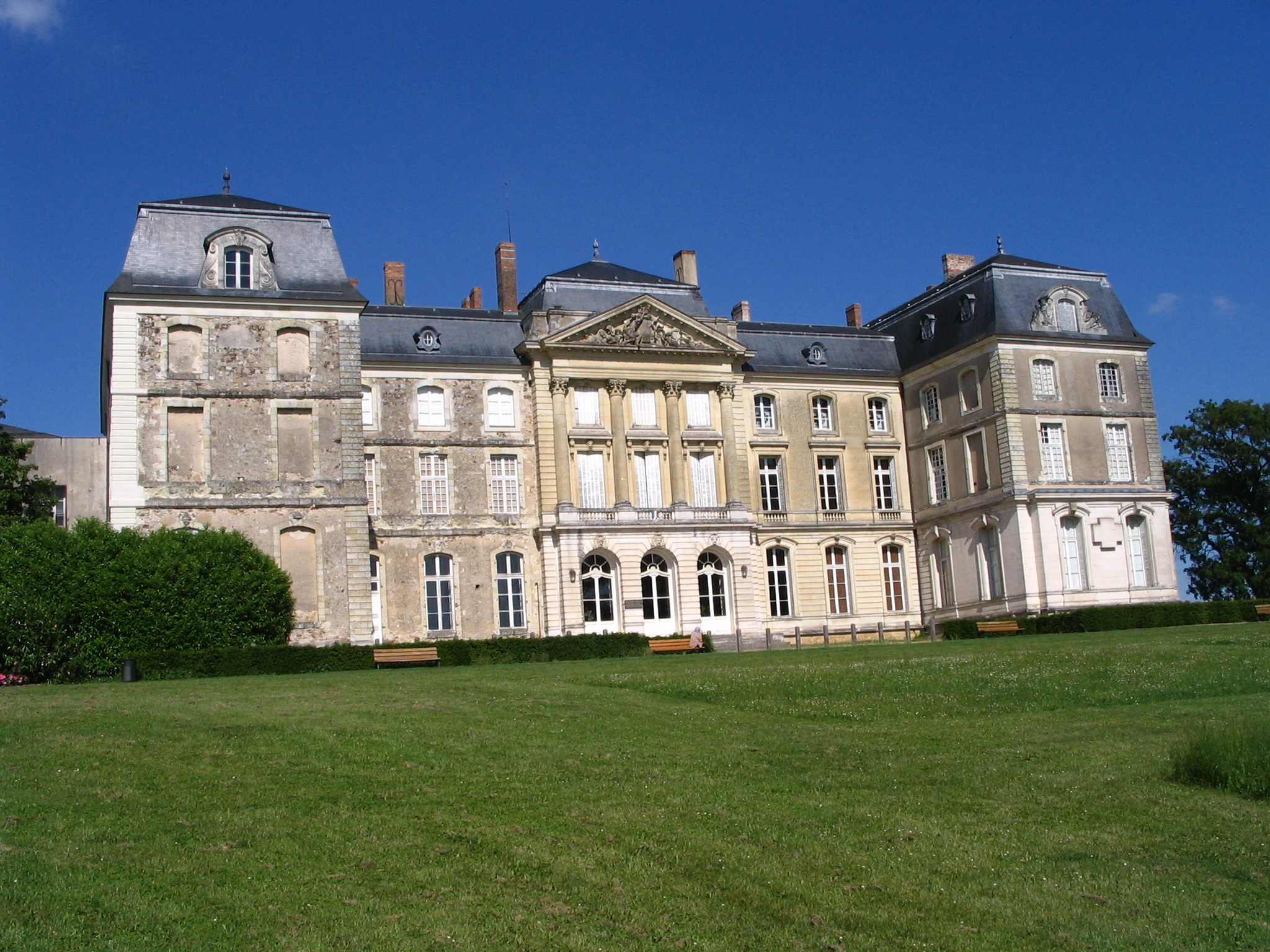
Zámek Sablé-sur-Sarthe, hlavní sídlo markýze de Torcy po roce 1715

Koncem 17. století měl významný podíl na uzavření mezinárodních smluv, které řešily rozdělení španělského dědictví po předpokládaném vymření španělské větve Habsburků. Dodržení těchto ujednání prosazoval ještě po smrti Karla II. (listopad 1700), ale nakonec se přiklonil k silnějšímu názoru ve Versailles a akceptování závěti Karla II., podle níž se novým španělským králem měl stát vévoda Filip z Anjou, vnuk Ludvíka XIV. Předpoklad vlády Bourbonů ve Francii, Španělsku a španělských državách v různých částech Evropy (Neapolsko, Španělské Nizozemí) vedl k celoevropskému konfliktu (válka o španělské dědictví). V této válce Francie utrpěla řadu porážek od koalice spojenců vedené především Velkou Británií a Rakouskem. Torcy vedl během válečných tažení řadu dalších diplomatických jednání a v roce 1711 získal titul markýze de Sablé. V závěru války byl přes nepříznivou výchozí situaci Francie iniciátorem nekompromisního diplomatického postupu proti spojencům. Kongres v Utrechtu a Rastattský mír sice znamenal pro Francii a Španělsko řadu ústupků včetně značných územních ztrát, zároveň ale stanovil principy rovnováhy sil v Evropě, dodržované i v následujících konfliktech během 18. století.
Jako přední ministr a člen státní rady byl v závěti Ludvíka XIV. předurčen jako člen regentské rady za nezletilého Ludvík XV. Po smrti Ludvíka XIV. jeho poslední vůli v několika bodech zpochybnil regent Filip Orleánský a Torcy byl zbaven dalšího vlivu na politické záležitosti. V roce 1715 byl odvolán z funkce ministra zahraničí, kterou převzal maršál Nicolas Chalon du Blé. Torcy si sice do konce regentské vlády udržel úřad generálního intendanta pošt, ale fakticky v roce 1715 odešel do soukromí a zahájil dlouholetou přestavbu zámku v Sablé-sur-Sarthe. Zároveň ale vedl společenský salón v Paříži a třikrát zastával funkci prezidenta Francouzské akademie věd (1720–1721, 1736–1737 a 1743–1744). V roce 1735 získal ještě titul hraběte de La Barre-en-Bierné. Vedle statků na venkově západně od Paříže vlastnil pozemky v hlavním městě a po roce 1715 nechal postavit palác v dnešním 7. pařížském obvodu, který byl od 19. století sídlem německého velvyslanectví ve Francii, dnes slouží jako rezidence německých velvyslanců pro oficiální příležitosti.

## Rodina
V roce 1696 se oženil Catherine Arnauld (1678–1755), dcerou bývalého ministra zahraničí markýze de Pomponne. Měli spolu pět dětí, dědicem titulů byl syn Jean-Baptiste Joachim Colbert, markýz de Croissy (1703–1777), který sloužil v armádě a za války o rakouské dědictví dosáhl hodnosti generálporučíka. Dcera Constance Colbert (1708–1734) byla manželkou pozdějšího maršála Francie hraběte Augustina Josepha de Mailly (1708–1794), který byl popraven za revoluce.